# Alfonso Guerra
Alfonso Guerra (Napoli, 25 gennaio 1845 – Napoli, 15 dicembre 1920) è stato un ingegnere e architetto italiano.

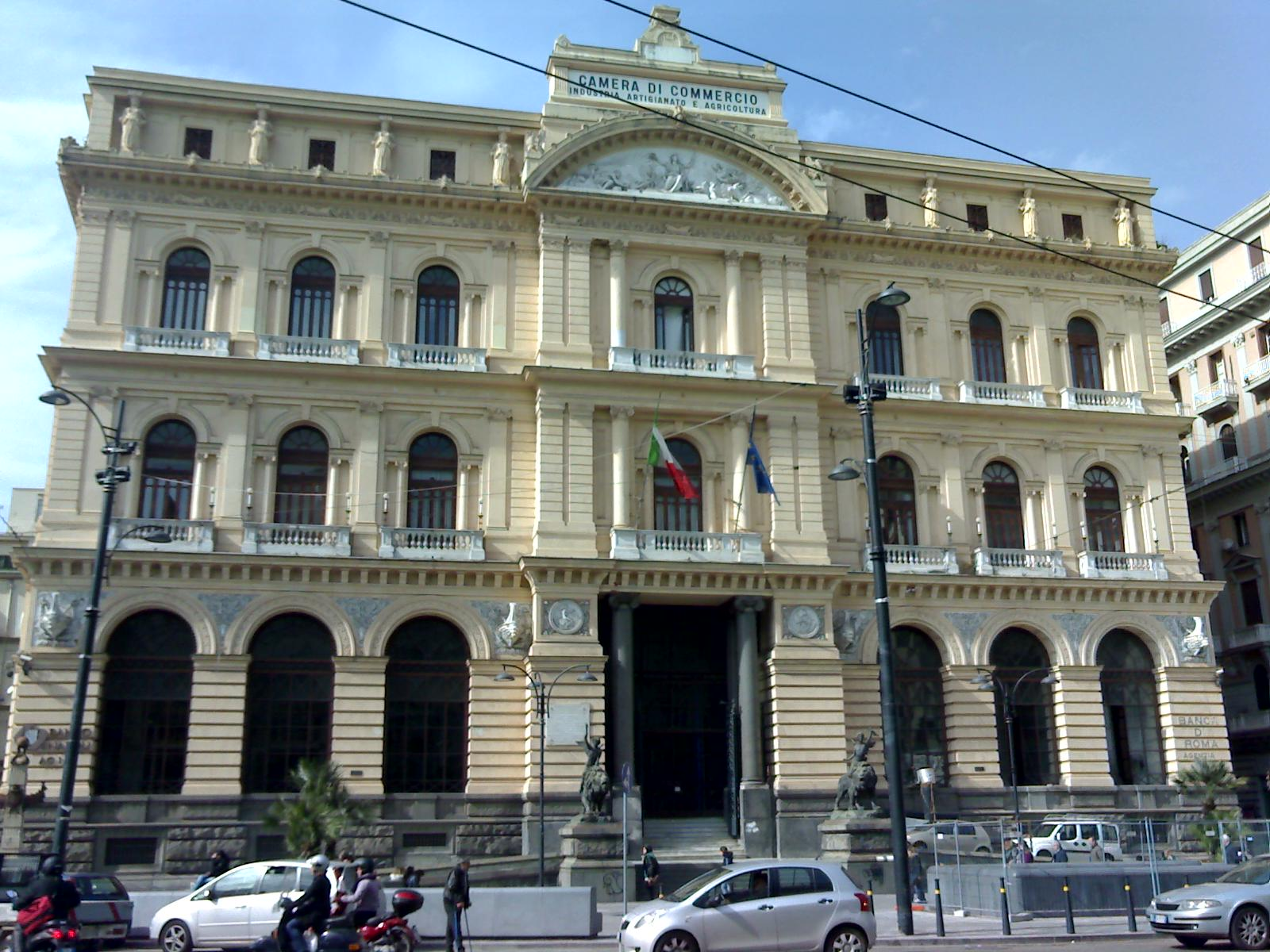
Il Palazzo della Borsa

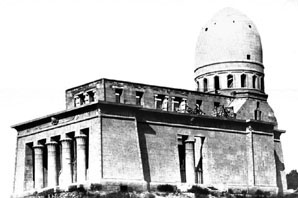
Il Mausoleo Schilizzi

Guerra è stato particolarmente attivo a Napoli le cui opere possono rappresentarsi come ottimi e validi esempi di eclettismo che spaziano dal neoegizio al neorinascimentale.

## Biografia
Alfonso Guerra nacque nel 1845, il padre era lo stimato pittore Camillo Guerra. Proprio il padre introdusse il piccolo Alfonso al disegno e alle belle arti, da giovane s'iscrive all'Istituto di belle arti di Napoli, dove seguì i corsi di architettura di Errico Alvino, conseguì la licenza al belle arti nel 1863 e si laureò in ingegneria civile in Via Paladino, laureandosi nel 1867. Guerra trascorse anche svariati anni in apprendistato presso gli studi degli ingegneri napoletani Ercole Lauria, Antonio Francesconi e Tommaso Benevento.
Il suo primo incarico di rilievo era la bonifica del territorio di Fondi, ma fu colpito da malaria e dovette fare ritorno in città, nel 1872 lavora al più importante dei lavori: quello di redigere insieme ad altri il Piano Regolatore Generale di Napoli, mentre nel 1873 è ingegnere capo della società Giura-Alvino, nel quale collabora alla sistemazione di Piazza Municipio. Nel 1875 e nel 1878 partecipa a concorsi nazionali di calibro come una scuola a Cremona (1875) e l'ossario di Custoza (1878), nel quale arrivò terzo.
Nel decennio successivo riceve importanti incarichi lavorativi commissionati da Matteo Schilizzi, un grosso banchiere napoletano di origini livornesi, come la realizzazione nel 1881 del noto Mausoleo Schilizzi in puro stile egizio e concluso dal figlio Camillo dopo svariati anni, e nel 1882 sempre su commissione di Schilizzi progetta le rimesse in Piazza Amedeo, demolite in un periodo successivo. Contemporaneamente fu attivo per i lavori del risanamento per la realizzazione del Rettifilo e in particolare il progetto durato dal 1895 al 1899 del Palazzo della Borsa.
Agli inizi del secolo viene nominato per tre anni consecutivi, dal 1912 al 1914, come presidente del collegio degli ingegneri e vicepresidente del consiglio dell'ordine degli architetti e degli ingegneri di Napoli.
Inoltre s'interessò anche dei problemi ferrioviari, in particolare sulla progettazione della ferrovia Roma-Cassino-Napoli, il cui progetto è conservato all'interno del Ministero delle Infrastrutture e dei Trasporti.
Inoltre, il figlio, Camillo Guerra, fu anche un importante ingegnere e architetto partenopeo e attivo in maniera particolare durante il periodo fascista.